# Bråbygdens tingslag
Bråbygdens tingslag var ett tingslag i Östergötlands län och, från 1927 i Bråbygdens och Finspånga läns domsaga. Tingslaget bildades av Lösing, Bråbo och Memmings tingslag och Björkekinds och Östkinds tingslag  1 januari 1904 med namnet Björkekinds, Östkinds, Lösings, Bråbo och Memmings domsagas tingslag. Tingslaget upplöstes 1 januari 1948 (enligt beslut den 10 juli 1947) då tingslaget uppgick i Bråbygdens och Finspånga läns domsagas tingslag.

## Ingående områden
Tingslaget omfattade häraderna Björkekind, Östkinds Bråbo, Lösing och Memming.